# M17 (protocollo radio)

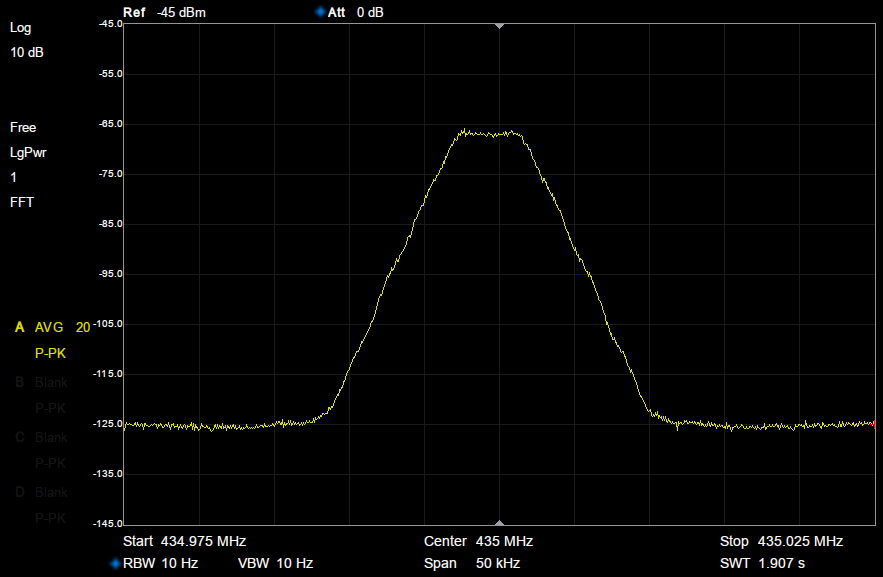
Spettro RF del protocollo M17

M17 è uno schema di modulazione digitale sviluppato da Wojciech Kaczmarski SP5WWP et al. ed è stato progettato principalmente per comunicazioni vocali nelle bande radioamatoriali VHF e superiori.

## Descrizione

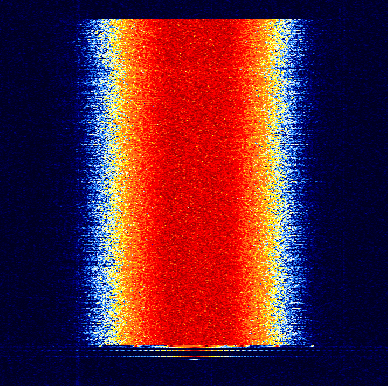
Spettrogramma del protocollo M17. Il tempo scorre lungo l'asse verticale, dal basso verso l'alto. E' visibile il preambolo di 40ms all'inizio della trasmissione.

M17 utilizza uno schema di modulazione 4FSK a 4800 simboli per secondo con un filtro Root-raised-cosine applicato al bitstream. Ciascun canale radio ha un'ampiezza di 9kHz ed la spaziatura tra i canali è di 12.5kHz. La velocità di trasmissione è di 9600 bit per secondo con un data-rate effettivo di 3200 bit per secondo.
Il protocollo consente la trasmissione di dati a bassa velocità, per esempio dati di posizionamento GPS, in parallelo al canale vocale.
Questo modo digitale è stato trasmesso con successo attraverso i satelliti geostazionari EchoStar XXI e QO-100.
Il progetto M17 ha ricevuto nel 2021 l'ARRL Technical Innovation Award  ed un finanziamento per lo sviluppo da parte dell'Amateur Radio Digital Communications. La specifica del protocollo è rilasciata sotto la licenza GNU General Public License.

## Codifica vocale
Per la trasmissione della voce M17 utilizza Codec 2, un codec audio a basso datarate sviluppato da David Rowe VK5DGR et al. Codec 2 è stato progettato per essere utilizzato in applicazioni di tipo radioamatoriale ed in tutti i casi in cui è necessario un alto livello di compressione del flusso vocale. Il protocollo M17 consente l'utilizzo del codec nelle modalità a 3200 (full-rate) e 1600 bit per secondo (half-rate).

## Controllo degli errori
Per il controllo e la correzione degli errori vengono impiegati tre metodi: un codice di Golay binario, un codice convoluzionale con puncturing e bit interleaving. Prima della trasmissione, ai bit contenenti i dati da trasmettere è anche applicato un OR esclusivo con una sequenza pseudocasuale di decorrelazione in modo da assicurare che il segnale in banda base risultante abbia il maggior numero possibile di transizioni tra i simboli.

## Supporto hardware
Le radio ricetrasmittenti palmari TYT MD-380, MD-390 and MD-UV380 possono essere riprogrammate con un firmware libero ed open-source che implementa il protocollo M17.

## Interconnessione con altri modi digitali
E' possibilie interconnettere m17 con i sistemi DMR e System Fusion.

## M17 su protocollo IP
I punti di accesso e i ripetitori possono essere interconnessi mediante l'utilizzo di reflectors. Più di 170 reflector M17 sono attivi in tutto il mondo (Dicembre 2023).